# Formats de l'ukiyo-e

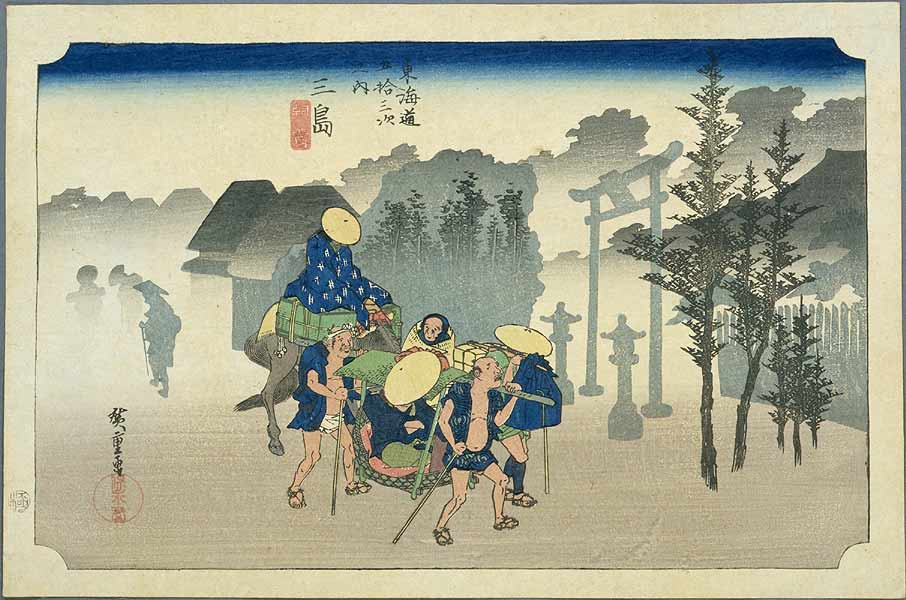
Hiroshige: Mishima, una de les 53 estacions de Tokaido (format ōban, orientació yoko-e)

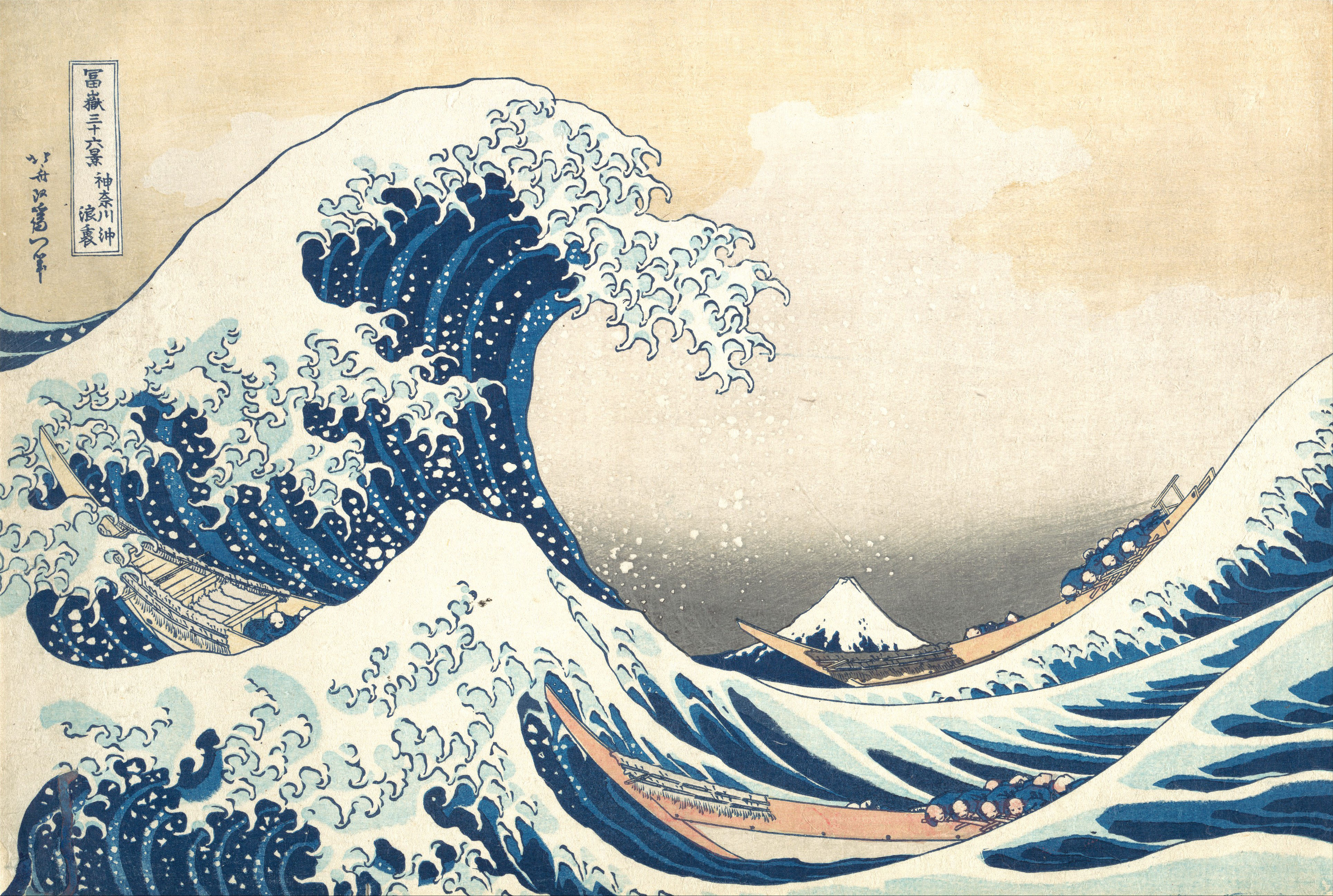
Hokusai: La Gran Onada de Kanagawa (format ōban, orientació yoko-e)

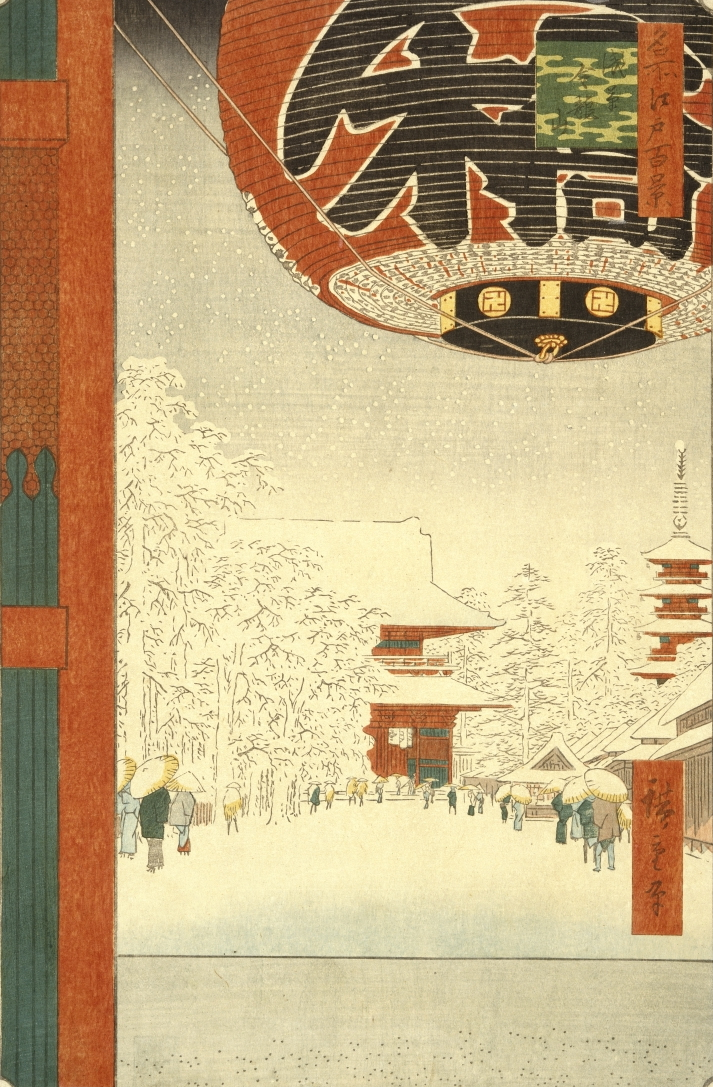
Hiroshige : una de les Cent vistes d'Edo (format ōban, orientació tate-e)

Els formats de l'ukiyo-e utilitzats per les estampes japoneses que es troben més sovint són el format ōban (aproximadament 37 cm × 25 cm) i el format chūban (aproximadament 25 cm × 19 cm).
L'orientació de les estampes pot ser yoko-e (orientació « paisatge ») o tate-e (orientació « retrat »). ´L'orientació tate-e és la més freqüent, llevat en el format ōban (com a mínim en el cas de les estampes de paisatge (fūkei-ga) de Hokusai i de Hiroshige, que van dedicar-se la major part del temps a les estampes ōban d'orientació yoko-e).

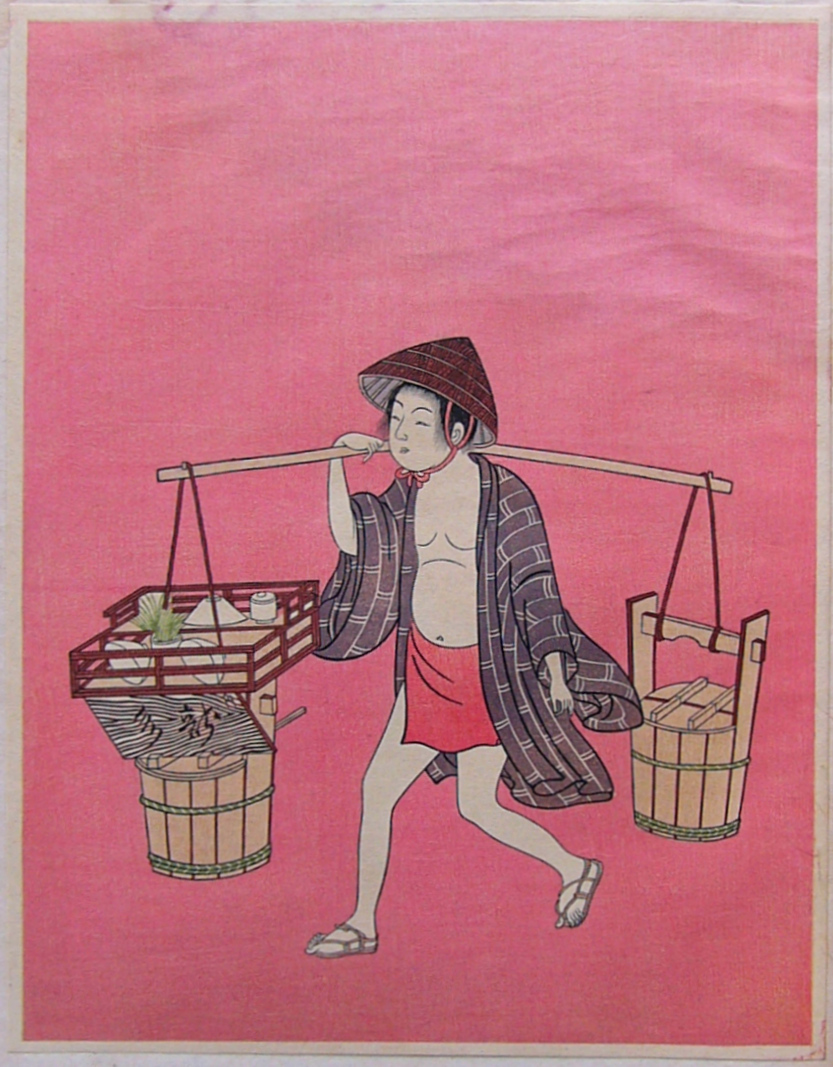
Harunobu: petit venedor d'aigua (format chūban)